# Trolleyfærge
En trolleyfærge er en særlig form for et trolleyskib eller færge.
Med en trolleyfærge henter det elektrisk drevne skib sin fremdriftsenergi fra en trolleywire over vandet. Køreledningsfærger er ikke egnede til brede vandområder, da fundamentet af køreledningsmaster i vandmasser er meget komplekst. Som regel er der kun et spænd. Da der normalt kun er én rute, kan flerpolede luftledninger også anvendes. Disse skal bruges, hvis fairway ikke kan bruges som en anden pol på grund af lav elektrisk ledningsevne eller på grund af officielle krav.

## eksempler
I Tyskland er Strausseefærgen, der har været drevet elektrisk siden 1915, den sidste tilbageværende trolleyfærge. Den løber øst for Berlin over Straussee og henter sin kraft fra en enkeltpolet luftledning.
Hassmersheim-færgen var i drift på Neckar fra 1948 til september 2014; den tilhørte kædefærgerne.
I 2011 byggede Diversified Marine Buena Vista-færgen i Portland, Oregon, som er køreledningsdrevet. Den forbinder Marion County og Polk County over Willamette-floden, som er 220 meter bred på dette tidspunkt. Begge forgængere færger (omkring 1939-1955 og 1955-2011) blev elektrisk drevet af en kabeltrækanordning uden strømaftager.
Canby-færgen er en anden trolleyfærge over Willamette-floden, mens Wheatland-færgen konverterede til dieselelektrisk fremdrift i 2002.

## Liste over realiserede trolleyfærger
| færge                  | Land     | Beliggenhed                    | koordinater              | Idriftsættelse | længde    | strømsystem          | Bemærkninger                         |
| ---------------------- | -------- | ------------------------------ | ------------------------ | -------------- | --------- | -------------------- | ------------------------------------ |
| Hassmersheim Færge     | Tyskland | Haßmersheim, Baden-Württemberg | 49.301952 N 9.153229 E   | 1948           | 120 meter | Trefaset strøm 380 V | Driften ophørte i 2014               |
| Rumpenheim Færge       | Tyskland | Offenbach, Hessen              | 50.134173 N 8.801615 E   |                | 168 meter |                      | ikke mere elektrisk drift siden 1972 |
| Mühlheim Færge         | Tyskland | Mühlheim am Main, Hessen       | 50.129957 N 8.836688 E   |                | 160 meter |                      | elektrisk drift ophørte i 1971       |
| Strausseefærge         | Tyskland | Strausberg, Brandenburg        | 52.576979 N 13.876915 E  | 1915           | 370 meter | Vekselstrøm 230 V    |                                      |
| Thurø elektriske færge | Danmark  | Svendborg                      | 55.054948 N 10.655521 E  | 1911           | 205 meter |                      | Driften ophørte i 1934               |
| Buena Vista Færge      | USA      | Buena Vista, Oregon            | 44.769929 N 123.145963 W |                | 267 meter | Trefaset strøm 480 V |                                      |
| Canby Færge            | USA      | Wilsonville, Oregon            | 45.299996 N 122.692818 W | 1914           | 300 meter | 460 V                |                                      |
| Princeton Færge        | USA      | Princeton, Californien         | 39.412082 N 122.008667 W | 1914           | 182 meter |                      | Ude af drift                         |
| Wheatland Færge        | USA      | Wheatland, Oregon              | 45.090283 N 123.045309 W |                | 296 meter |                      | siden 2002 dieselelektrisk drift     |

## Weblinks
- https://www.strausbergereisenbahn.de/fa-faehre.htm
- https://www.tagesspiegel.de/berlin/mit-der-wasserstrassenbahn-uber-den-see-1117837.html
- https://www.strausberg-live.de/damals-wars.php?id=33318